# Samat Szyrdakow
Samat Boobiekowicz Szyrdakow (ur. 4 lutego 1994) – kirgiski zapaśnik walczący w stylu klasycznym. Zajął piąte miejsce na mistrzostwach świata w 2015. Piąty na igrzyskach azjatyckich w 2014 i siódmy w 2018. Brązowy medalista mistrzostw Azji w 2017 roku.
Absolwent Kyrgyz State University of Construction, Transport and Architecture w Biszkeku.